# Moderat (àlbum)
Moderat és un àlbum musical del projecte de música electrònica amb el mateix nom, compost per Modeselektor i Apparat. Va ser publicat el dia 11 de maig de 2009 per BPitch Control.

## Llista de cançons
1. "A New Error"
2. "Rusty Nails"
3. "Seamonkey"
4. "Slow Match" (feat. Paul St. Hilaire)
5. "3 Minutes of"
6. "Nasty Silence"
7. "Sick with It" (feat. Dellé AKA Eased from Seeed)
8. "Porc #1"
9. "Porc #2"
10. "Les Grandes Marches"
11. "Berlin"
12. "Nr. 22"
13. "Out of Sight"

### Cançons extra
1. "BeatsWaySick" (feat. Busdriver)
2. "Rusty Nails" (Shackleton Remix)

## DVD extra
1. "Les Grandes Marches"
2. "Rusty Nails"
3. "Woltersdorf" (Interlude)
4. "BeatsWaySick" (feat. Busdriver)
5. "Rüdersdorf" (Interlude)
6. "Out of Sight"
7. "Berlin" (Interlude)
8. "A New Error"
9. "Quedlinburg" (Interlude)
10. "Nr. 22"
11. "Seamonkey" (Easter Egg)